# Модуль (шаблон проєктування)
При розробці програмного забезпечення, Модуль це шаблон проєктування, який дозволяє реалізувати концепцію програмних модулів, яка визначена в модульному програмуванні, в мові програмування з неповною підтримкою цієї концепції.
Цей шаблон може реалізовуватись багатьма способами, в залежності від мови програмування для якої він застосовуються, наприклад із застосуванням шаблону одинак, статичними членами класу при об'єктному програмуванні і глобальними функціями при процедурному програмуванні.

## Визначення
Шаблон проєктування програмного забезпечення модуль реалізує властивості і синтаксичну структуру визначену як парадигма модульного програмування при використанні в мовах програмування які мають неповну підтримку цієї концепції.

## Концепція
При розробці програмного забезпечення, програмний код може бути розділений на компоненти, які реалізують конкретну функцію або містять усе необхідне для вирішення конкретної задачі. Модульне програмування є одним з підходів реалізації цього.
Концепція модульності не підтримується повністю в багатьох мовах програмування.

## Характеристики
Для того, щоб цей шаблон можна було реалізувати за допомогою шаблону одинака, або за допомогою іншого способу групування пов'язаного коду, необхідно виконати наступні умови:
- Частина коду має мати глобальну або публічну область видимості і спроєктована для глобального/публічного використання. Додаткові приховані і захищені методи або код можуть виконуватись через доступ до публічного коду.
- Модуль повинен мати функцію ініціалізації яка є еквівалентною, або комплементарною методу конструктора об'єкта. Така можливість відсутня при використанні звичайних просторів імен.
- Модуль повинен мати функцію фіналізації, яка є еквівалентною, або комплементарною методу деструктора об'єкта. Така можливість відсутня при використанні звичайних просторів імен.
- Члени модуля можуть потребувати виконання коду ініціалізації/фіналізації, який виконується за допомогою функції ініціалізації/фіналізації модуля.
- Загалом більша частина членів модуля виконує операції з зовнішніми елементами по відношенню до цього класу, які передаються як аргументи при викликанні функцій. Такі функції являють собою "утиліти", "засоби" або "бібліотеки".

## Реалізація
Семантика і синтаксис конкретної мови програмування впливає на спосіб реалізації цього шаблону.

### Об'єктно-орієнтовані мови програмування

#### Java
Хоча мова Java підтримує нотацію просторів імен (namespace), скорочена версія модуля, в деяких випадках можна отримати вигоду від використання шаблону проєктування замість використання просторів імен.
Наступний приклад використовує шаблон проєктування одинак.

##### Визначення
```
package
 
consoles
;

import
 
java.io.InputStream
;

import
 
java.io.PrintStream
;

public
 
final
 
class
 
MainModule
 
{

  
private
 
static
 
MainModule
 
singleton
 
=
 
null
;

  
public
 
InputStream
 
input
 
=
 
null
;

  
public
 
PrintStream
 
output
 
=
 
null
;

  
public
 
PrintStream
 
error
 
=
 
null
;

  
public
 
MainModule
()
 
{

    
// навмисне нічого не робить !

  
}

  
// ...

  
public
 
static
 
MainModule
 
getSingleton
()
 
{

    
if
 
(
MainModule
.
singleton
 
==
 
null
)
 
{

       
MainModule
.
singleton
 
=
 
new
 
MainModule
();

    
}

 

    
return
 
MainModule
.
singleton
;

  
}

  
// ...

  
public
 
void
 
prepare
()
 
{

    
//System.out.println("consoles::prepare();");

    
this
.
input
 
=
 
new
 
InputStream
();

    
this
.
output
 
=
 
new
 
PrintStream
();

    
this
.
error
 
=
 
new
 
PrintStream
();

  
}

  

  
public
 
void
 
unprepare
()
 
{

    
this
.
output
 
=
 
null
;

    
this
.
input
 
=
 
null
;

    
this
.
error
 
=
 
null
;

  

    
//System.out.println("consoles::unprepare();");

  
}

  

  
// ...

  

  
public
 
void
 
printNewLine
()
 
{

    
System
.
out
.
println
();

  
}

  
public
 
void
 
printString
(
String
 
value
)
 
{

    
System
.
out
.
print
(
value
);

  
}

  
public
 
void
 
printInteger
(
int
 
value
)
 
{

    
System
.
out
.
print
(
value
);

  
}

  
public
 
void
 
printBoolean
(
boolean
 
value
)
 
{

    
System
.
out
.
print
(
value
);

  
}

  

  
public
 
void
 
scanNewLine
()
 
{

    
// to-do: ...

  
}

  

  
public
 
void
 
scanString
(
String
 
value
)
 
{

    
// to-do: ...

  
}

  
public
 
void
 
scanInteger
(
int
 
value
)
 
{

    
// to-do: ...

  
}

  
public
 
void
 
scanBoolean
(
boolean
 
value
)
 
{

    
// to-do: ...

  
}

  

  
// ...

  

}

```

##### Застосування
```
import
 
consoles
;

class
 
ConsoleDemo
 
{

  
public
 
static
 
MainModule
 
console
 
=
 
null
;

  
public
 
static
 
void
 
prepare
()
 
{

    
console
 
=
 
MainModule
.
getSingleton
();

    
console
.
prepare
();

  
}

  
public
 
static
 
void
 
unprepare
()
 
{

    
console
.
unprepare
();

  
}

  
public
 
static
 
void
 
execute
(
String
[]
 
args
)
 
{

    
console
.
printString
(
"Hello World"
);

    
console
.
printNewLine
();

    
console
.
scanNewLine
();

  
}

  
public
 
static
 
void
 
main
(
String
[]
 
args
)
 
{

    
prepare
();

    
execute
(
args
);

    
unprepare
();

  
}

}

```

#### C# (C Sharp .Net)
C#, так само як Java, підтримує простори імен, тим не менш шаблон може бути корисним в деяких випадках.
Наступний приклад використовує шаблон проєктування одинак.

##### Визначення
```
using
 
System
;

namespace
 
Consoles
 
{

	

	
public
 
sealed
 
class
 
MainModule
 
{

		
public
 
InputStream
  
input
  
=
 
null
;

		
public
 
OutputStream
 
output
 
=
 
null
;

		
public
 
ErrorStream
  
error
  
=
 
null
;

		

		
private
 
static
 
MainModule
 
Singleton
 
=
 
null
;

		
// ...

		
public
 
MainModule
 
()
 
{

			
// навмисне нічого не робить !!!

		
}

		
// ...

		
public
 
static
 
MainModule
 
getSingleton
()
 
{

			
if
 
(
MainModule
.
Singleton
 
==
 
null
)

			
{

				
MainModule
.
Singleton
 
=
 
new
 
MainModule
();

			
}

			
return
 
MainModule
.
Singleton
;

		
}

		
// ...

		
public
 
void
 
prepare
()
 
{

			
//System.WriteLine("console::prepare();");

			
this
.
input
  
=
 
new
 
InputStream
();

			
this
.
output
 
=
 
new
 
OutputStream
();

			
this
.
error
  
=
 
new
 
ErrorStream
();

		
}

		
public
 
void
 
unprepare
()
 
{

			
this
.
output
 
=
 
null
;

			
this
.
input
  
=
 
null
;

			
this
.
error
  
=
 
null
;

			
//System.WriteLine("console::unprepare();");

		
}

		
// ...

  

		
public
 
void
 
printNewLine
()
 
{

			
System
.
Console
.
WriteLine
(
""
);

		
}

  

		
public
 
void
 
printString
(
String
 
Value
)
 
{

			
System
.
Console
.
Write
(
Value
);

		
}

  

		
public
 
void
 
printInteger
(
Int32
 
Value
)
 
{

			
System
.
Console
.
Write
(
Value
);

		
}

  

		
public
 
void
 
printBoolean
(
Boolean
 
Value
)
 
{

			
System
.
Console
.
Write
(
Value
);

		
}

		
public
 
void
 
ScanNewLine
()
 
{

			
// to-do: ...

		
}

		
public
 
void
 
ScanString
(
String
 
Value
)
 
{

			
// to-do: ...

		
}

  

		
public
 
void
 
ScanInteger
(
Int32
 
Value
)
 
{

			
// to-do: ...

		
}

  

		
public
 
void
 
ScanBoolean
(
Boolean
 
Value
)
 
{

			
// to-do: ...

		
}

		
public
 
void
 
PrintString
(
String
 
Value
)

		
{

			
// to-do: ...

		
}

		
public
 
void
 
PrintNewLine
()

		
{

			
// to-do: ...

		
}

		
// ...

	
}

}

```

##### Застосування
```
class
 
ConsoleDemo
 
{

	
public
 
static
 
Consoles
.
MainModule
 
Console
 
=
 
null
;

	
public
 
static
 
void
 
prepare
()

	
{

		
Console
 
=
 
Consoles
.
MainModule
.
getSingleton
();

		
Console
.
prepare
();

	
}

	
public
 
static
 
void
 
unprepare
()

	
{

		
Console
.
unprepare
();

	
}

	
public
 
static
 
void
 
execute
(
string
[]
 
strings
)

	
{

		
Console
.
PrintString
(
strings
[
0
]);

		
Console
.
PrintNewLine
();

		
Console
.
ScanNewLine
();

	
}

	
public
 
static
 
void
 
Main
(
string
[]
 
args
)

	
{

		
prepare
();

		
execute
(
args
);

		
unprepare
();

	
}

}

```